# Суфіян-хан
Суфіян-хан (д/н—1522) — 4-й хівинський хан у 1519—1522 роках.

## Життєпис
Походив з роду Арабшахів, гілки Шибанідів. Онук Ядгар-хана, володаря Держави кочових узбеків. Син Амінека, що у 1508 році був претендентом натитул хана Ногайської Орди. 1519 року разом зі старшим братом Аганаєм прибувна допомогу родичеві Султан Газі-султану, який почав боротьбу проти хівинського хана Хасанкулі. Після перемоги над останнім в тому ж році Суфіян бувоголошений новим ханом.
Розпочав військову компанію проти туркменського племені ірсарі, що мешкало на Великому Балхані (поблизу південно-східного узбережжя Каспійського моря), якому завдав поразки. Втім цепризвело до війні з туркменськими племенами салирів, текинців, йомудів та сариків. Їх у сіх хан змусив підкоритися й погодитися сплачувати щорічну данину в 40 тис. голів овець загалом (найбільше 16 тис. покладалося на ісарі). Для управління цими заженими племенами було утворено урук, що отримав назву ташки салир (зовнішні салири). Інша група (урук) ітшки-салир (внутрішні салири) — племена хасан, гуклани, арабаджі, хизир, алі, тивечі — підпорядокувалися ханові безпосередньой повиненні були надавати свої загони,16 тис. овець і 10Ї від врожаю.
Невдовзі було підкорено увесь Мангишлак та найпівденніші землі регіону Хорезм. Надав онукам Буреке-султана міста Вазир, Янгі-шахар, Дарун, Тирсак, а також Мангишлак. Своїм родичам передав Хіву, Хазарасп, Кят, Балдунсаз, Нісе, Абівард, Чіхарді, Мехіне, Дабістані.
Помер 1522 року. Йому спадкував брат Буджуґа-хан.